# Kunst in het harnas

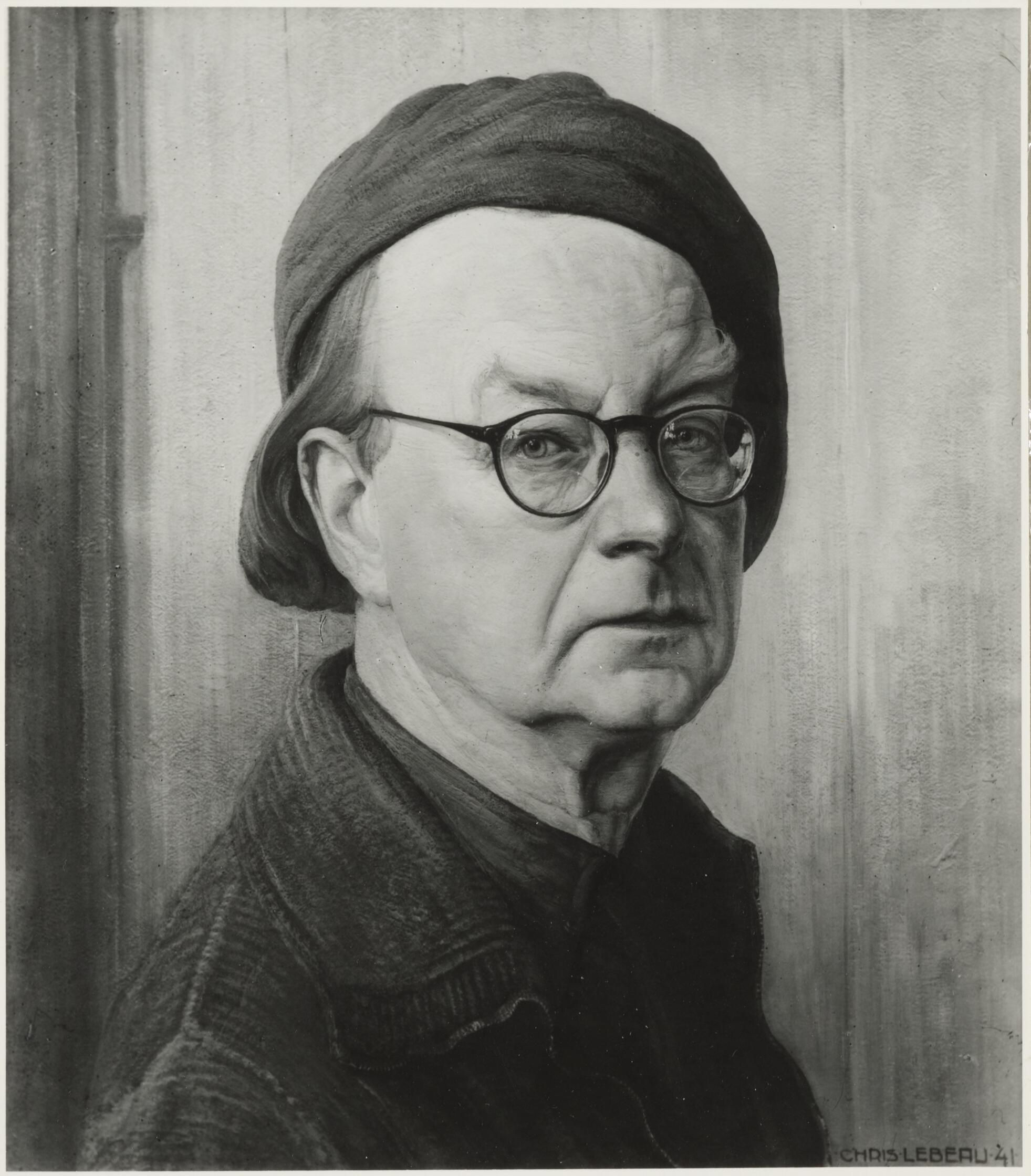
Chris Lebeau - Zelfportret (1941)

Kunst in het harnas, met als ondertitel gedachtenis tentoonstelling ter eere van gevallen- en vervolgde beeldende kunstenaars, was een tentoonstelling in het Stedelijk Museum Amsterdam van 30 juni 1945 t/m augustus 1945.

## Achtergrond
Kort na de bevrijding van de Duitse bezetting in Nederland nam de Nederlandse Federatie van Beroepsverenigingen van Kunstenaars, afdeling Beeldende Kunsten, het initiatief voor een tentoonstelling ter herinnering aan Nederlandse kunstenaars die tijdens de Tweede Wereldoorlog waren omgekomen, maar ook aan hen die actief waren in het verzet. Het doel wordt in de inleiding van de tentoonstellingscatalogus beschreven als:
Het bijeenbrengen en exposeren van de kunstwerken, die men op deze tentoonstelling aantreft, beoogt slechts één doel : het wil een eerbetuiging zijn aan hen, die den bezetter hun verzetswil toonden, ofwel het slachtoffer werden van de onmenselijkheid van dienzelfden bezetter. Men vindt hier derhalve zowel het werk van die kunstenaars, welke om hun ras, geloof en politieke overtuiging werden vervolgd of vernietigd, alsook van hen, die de strijd aanbonden met de brengers van nationale onderdrukking, honger, en – vergeten wij het niet – de Kultuurkamer, om in die strijd in het concentratiekamp en de cel te worden opgesloten, of hun leven te geven voor de idee van een vrij land en een vrije kunst.
De tentoonstelling gaf geen compleet overzicht van het werk van de kunstenaars, dat kon ook niet vanwege het tijdsbestek en de logistieke problemen zo kort na de oorlog. De naam Kunst in het harnas verwijst zowel naar het afwijzen van de dwang van de bezetter, als naar het verzet daartegen. De door Wim Bosma gemaakte tentoonstellingsposter vertoont een kruis, wapenschild en witte lelie tegen een beschadigd gebouw, met daarboven een vliegende vogel (vredesduif).
Op 30 juni 1945 werd de tentoonstelling geopend in aanwezigheid van onder anderen waarnemend burgemeester Feike de Boer, mr. H. de Roos, wethouder van kunstzaken en Jelle Troelstra van de Federatie van Beroepsverenigingen. Positieve baten van de tentoonstelling werden afgedragen aan de Centrale kunstenaarscommissie voor bijzondere financiële belangen ten behoeve van de nabestaanden.
Kunst in het harnas zou een maand duren, maar werd verlengd tot eind augustus 1945. De tentoonstelling kreeg nog hetzelfde jaar een vervolg, aangevuld met werk van lokale kunstenaars, bij de Zwolsche Kunstkring en bij de Pulchri Studio in Den Haag, en begin 1946 in Utrecht. Eind 1945 werd in het Rijksmuseum Amsterdam de tentoonstelling Kunst in Vrijheid gehouden, waar werk werd getoond van kunstenaars die de Nederlandsche Kultuurkamer hebben afgewezen.

## Vertoond werk
Op Kunst in het harnas werd uiteenlopend werk vertoond, waaronder litho's van Henk Albers, boekillustraties van Willem Arondeus, het portret van haar man Mommie Schwarz van Else Berg, sneeuwlandschappen van Meijer Bleekrode, politieke prenten van Tjerk Bottema, keramiek van Maup Cohen, tekeningen van Moos Cohen, het portret van een Italiaans violist door Max van Dam, landschappen en portretten uit Kamp Westerbork door Jos. H. Gosschalk, terracotta beeldjes van Frits van Hall, een olieverfschilderij van een atelierinterieur door Felix Hess, een onvoltooid zelfportret van Frans Hijmans, een penseeltekening van een visser en een zelfportret uit 1941 van Chris Lebeau, beeldhouwwerken van Hubert van Lith, een meisjesportret van Gerrit van der Veen en portretten van medegevangenen in het Kamp Sint-Michielsgestel door Karel van Veen.

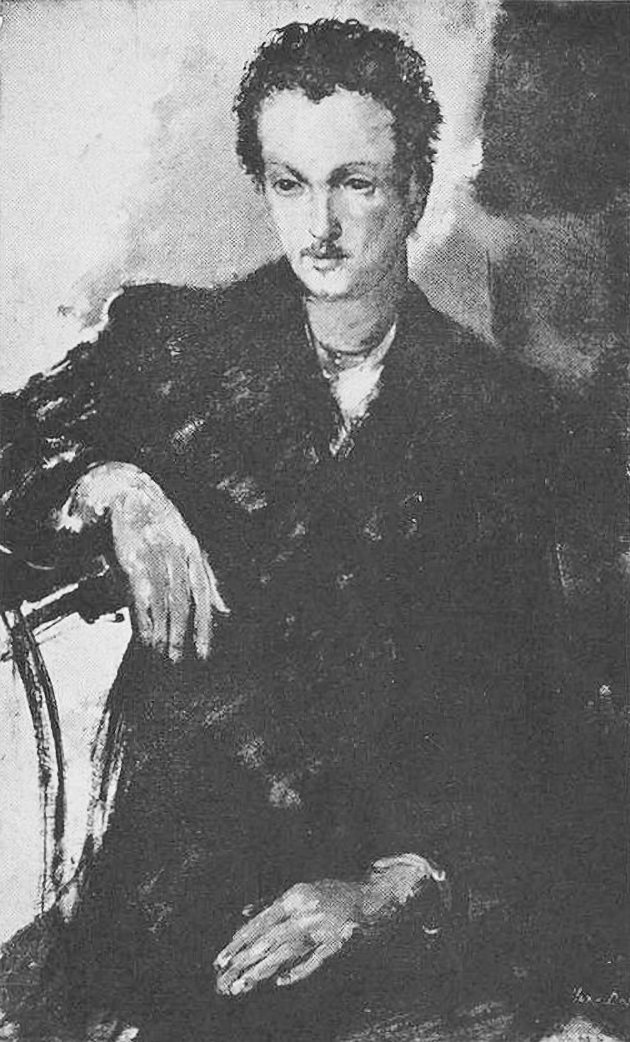
Max van Dam: Italiaans violist
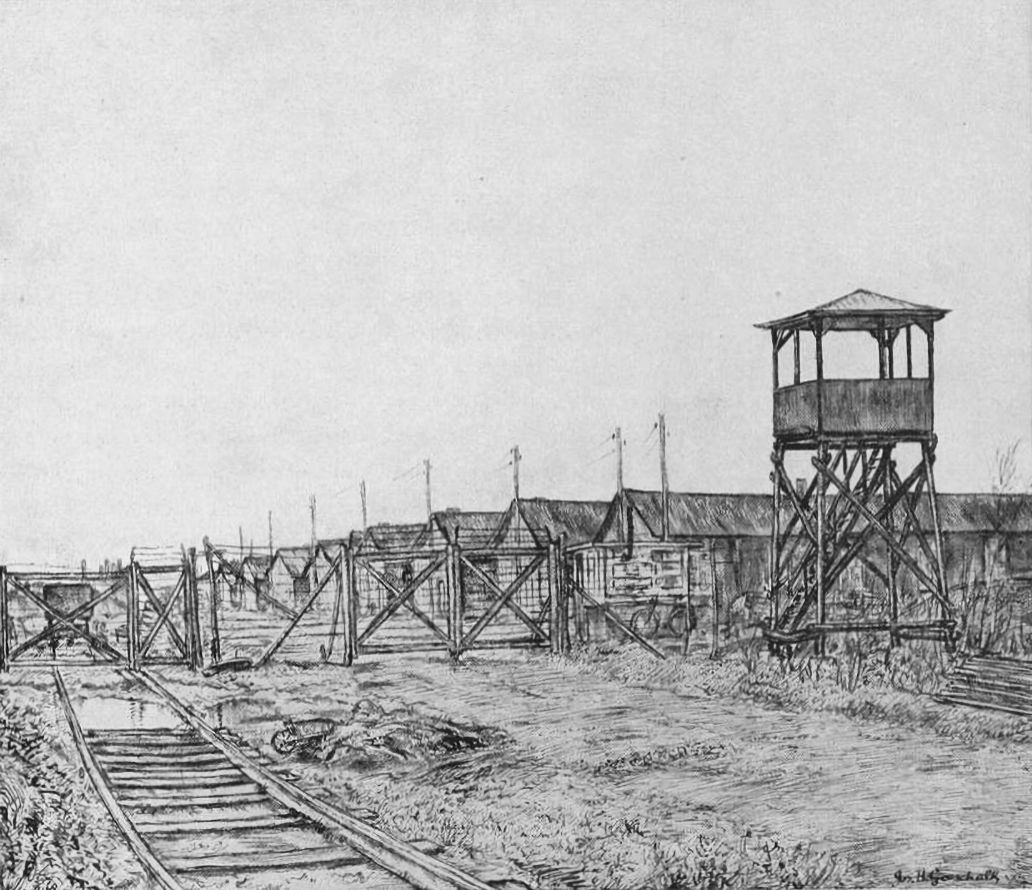
Jos. H. Gosschalk: Kamp Westerbork
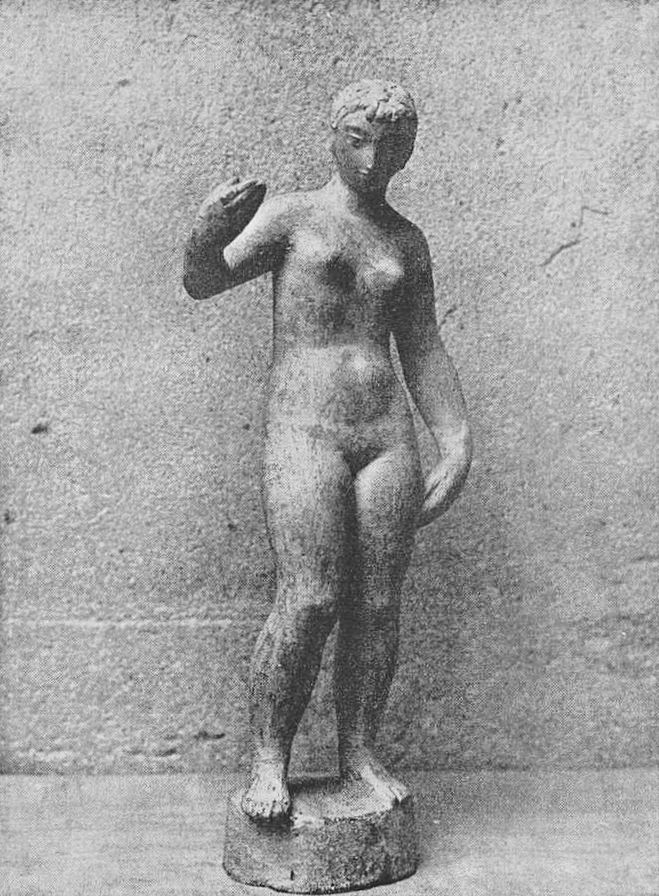
Frits van Hall: Terracotta beeldje
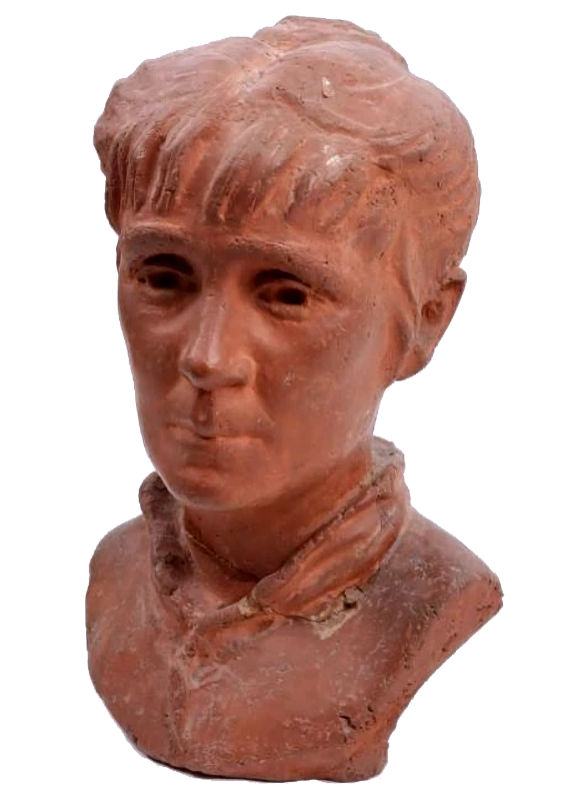
Henk Henriët: Buste Eleonora Duse
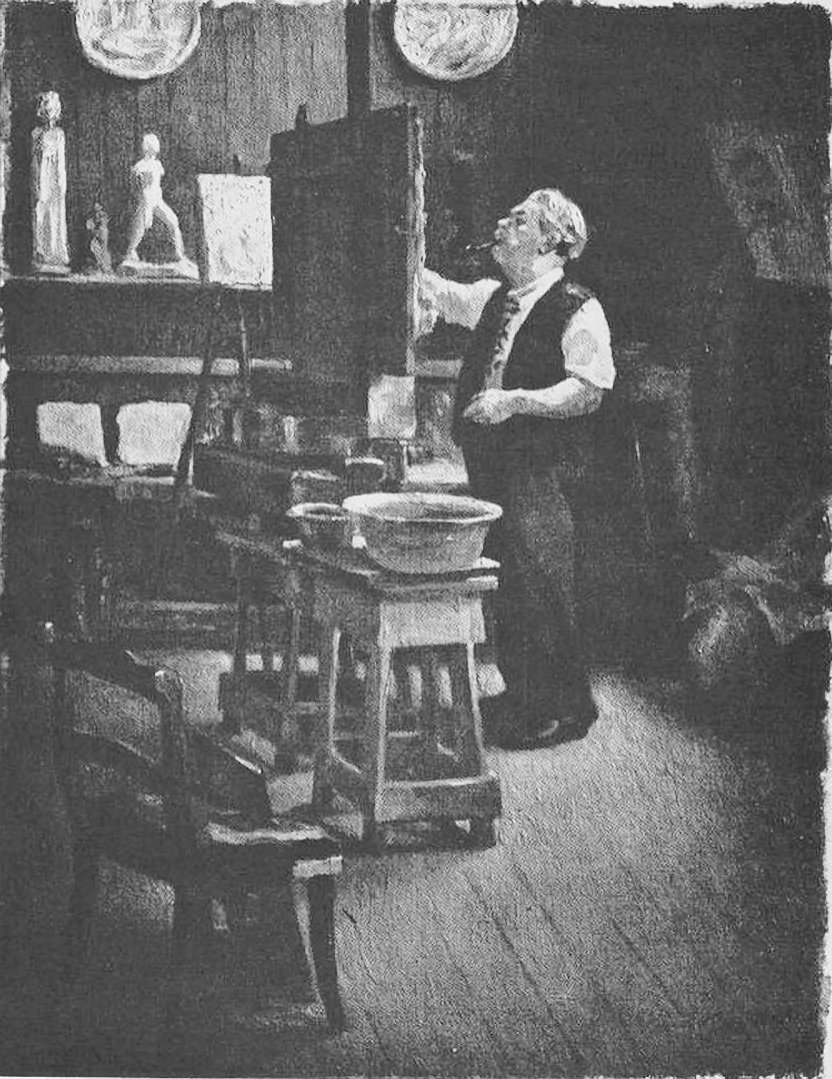
Felix Hess: Atelier
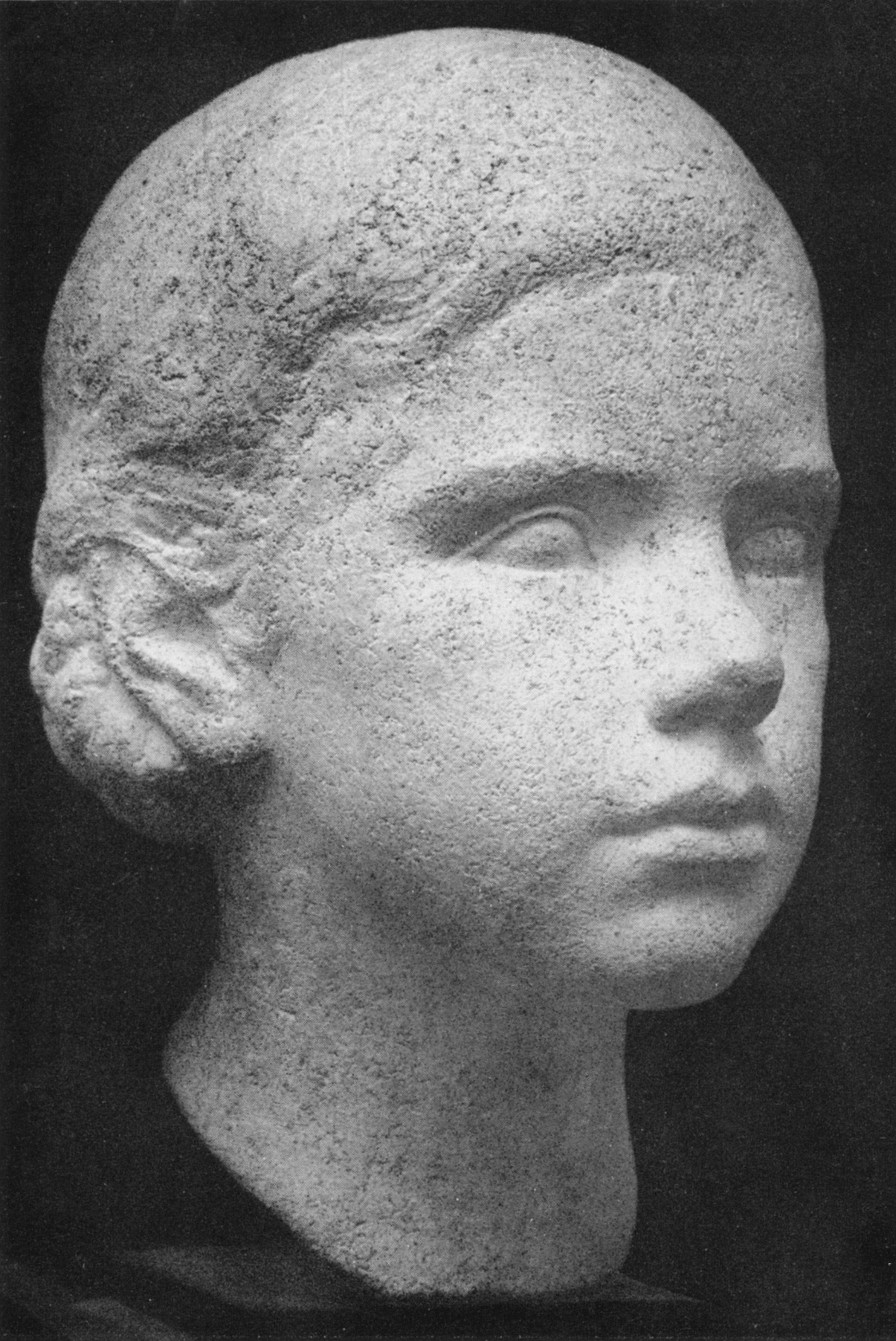
Gerrit van der Veen: Meisjesportret

## Kunstenaars
- Henk Albers
- Willem Arondeus †
- Else Berg †
- Meijer Bleekrode
- Wim Bosma
- Tjerk Bottema[8] †
- Fré Cohen †
- David Bueno de Mesquita[9]
- Fré Cohen †
- Maup Cohen †
- Moos Cohen †
- Max van Dam †
- H.P. Davids[9]
- Marianne Franken
- Salomon Garf †
- Bobette van Gelder[9] †

- Hendrika van Gelder †
- Jos. H. Gosschalk[9]
- Frits van Hall †
- Henk Henriët †
- Felix Hess †
- Frans Hijmans
- Joseph Jacob Isaacson †
- Frans Jacob[9]
- Samuel Jessurun de Mesquita[9] †
- Dorry Kahn[9]
- Moisej Kogan †
- Anna op 't Landt †
- Chris Lebeau †
- Johan Limpers †
- Hubert van Lith
- Jan Mulder

- Jos Narinx[9] †
- Bas van Pelt[8] †
- Geni Peter
- Walter Philipp[9]
- Han Pieck[9]
- Marinus van Raalte †
- Jean François van Royen[8] †
- Mommie Schwarz †
- Frits Sieger
- Jelle Troelstra
- Gerrit van der Veen †
- Karel van Veen
- Jo Voskuil
- Jobs Wertheim
- Paul Windhausen †
- Johan van Zweden